# Саша Лошић
Саша Лошић звани Лоша (Бања Лука, 19. јули 1964) јесте босанскохерцеговачки и бивши југословенски певач и фронтмен рок групе Плави оркестар.

## Биографија
Рођен је 19. јула 1964. године у Бањалуци, где је његов отац Доброта радио као новинар. Његова мајка Нада радила је у библиотеци, тако да је на столу увек имао најновија издања књига, а дивно је свирала и гитару па је у кући увек било много музике. Захваљујући њој формирао музички укус. У Сарајеву је завршио основну школу Славиша Вајнер Чича, а потом и Прву гимназију.
Још у гимназијским данима, почетком 1981, Лошић оснива свој први бенд, „Шевин оркестар”, који је био претеча „Плавог оркестра”. Песму „Суада”, заштитни знак Плавог оркестра, Лошић и Павичић заједно пишу у четвртом разреду гимназије.
Од 1985. до почетка Рата у БиХ био је вођа и фронтмен Оркестра. У време рата у Босни и Херцеговини Лошић се сели у Љубљану, где почиње да ради као дизајнер и маркетиншки стручњак. Године 1997, заједно са браћом Ћеремида, обнавља Плави оркестар. После рата се враћа да живи и ради у Сарајеву.

## Рад
Лошић је композитор попа често инспирисаног фолклором, као и позоришних партитура (Ромео и Јулија, Лимунада, Мајка храброст), партитура документарних и играних филмова. Његов нови рад обухвата филмове попут Гори ватра, Кајмак и мармелада, Дани и сати, Љубитељи граница и оснивање свог новог филмског оркестра Саше Лошића који је своју светску премијеру имао на 10. јубиларном Филмском фестивалу у Сарајеву гала концертима у Народном позоришту Сарајево.
Плави оркестар музичке енциклопедије описују као један од „културних феномена 1980-их и 1990-их” (5 милиона продатих примерака). Бенд је остао популаран до данас, са 10 албума и више од 1500 концерата широм света.
Лошић је сарађивао са бројним талентованим музичарима и певачима из целе Европе, укључујући:
- Џандан Ерчетин /турска певачица/
- Момчило Бајагић
- Влатко Стефановски
- Црвена јабука
- Ђаволи
- Јован Колунџија
- Северина
- Зоран Предин
- Тања Рибич
- Здравко Чолић

## Приватни живот
1995. године у Љубљани упознао је своју садашњу партнерку, Словенку Шпелу Можину која му је велика подршка. Шпела је дипломаткиња, а 2017. је добила премештај у Сарајево, што је и Сашу вратило у његов град. Ипак, његова велика жеља је да једног дана пресели на Хвар.

## Музика за филмове и серије
- Добродошли у Сарајево
- Гори ватра
- Кајмак и мармелада
- Вратиће се роде
- Жигосани у рекету